# Мелкер Віделль
Віктор Мелкер Віделль (швед. Viktor Melker Widell, нар. 19 квітня 2002, Біллеберга, Швеція) — шведський футболіст, півзахисник валлійського клубу «Свонсі Сіті» та національної збірної Швеції.
На правах оренди грає в данському клубі «Ольборг».

## Ігрова кар'єра

### Клубна
Мелкер Віделль приєднався до молодіжної команди клубу «Мальме» у 2016 році. У 2022 році футболіста було внесено в заявку команди на участь у чемпіонаті Швеції. Але весь сезон Віделль провів, граючи в оренді в клубі «Олімпік» (Мальме) у Третьому дивізіоні.
В наступному році футболіст перейшов до клубу «Ландскруна» і 2 квітня дебютував у турнірі Супереттан. Та вже влітку 2023 року Віделль перейшов до данського «Ольборга», якому допомвг підвищитися в класі до вищого дивізіону. 19 липня 2024 року Віделль провів свою першу в данській Суперлізі.
В січні 2025 року Віделль перейшов до клубу англійського Чемпіоншип «Свонсі Сіті», з яким підписав чотирирічний контракт. Але до закінчення сезону залищився в складі «Ольборга» на правах оренди.

### Збірна
З 2023 року Мелкер Віделль провів дев'ять матчів у складі молодіжної збірної Швеції.
25 березня 2025 року у товариському матчі проти Північної Ірландії Мелкер Віделль дебютував у складі національної збірної Швеції.

## Особисте життя
Батько Мелкера Мікаель Віделль грав у футбол на позиції воротаря в шведських клубах. Молодший брат Каспер Віделль — гравець нідерландського «Ексельсіора».